# Overgrowth
Overgrowth (OG) is een videospel, ontwikkeld en uitgegeven door Wolfire Games. Het spel is nog in ontwikkeling, en werd aangekondigd op 17 september 2008 voor Windows, Mac OS X en Linux. Op 17 december 2013 werd het spel beschikbaar gesteld als early accesstitel als download in Steam.
Overgrowth wordt een driedimensionaal 3rd-person gevechtsspel en speelt zich af in een dystopische wereld die wordt bewoond door antromorphische (dieren die zich gedragen als mensen en kunnen spreken) konijnen, wolven, katten en ratten. Overgrowth wordt ontworpen door David Rosen, onder meer bekend door het drie jaar achter elkaar winnen van de uDevGames-wedstrijd. Er is nog geen releasedatum aangekondigd.

## Het spel
Overgrowth is gebaseerd op een nieuwe engine genaamd 'Fenix'. Deze engine heeft een aantal geavanceerde functies voornamelijk physics-gebaseerde animatie. Ook komt er een geavanceerde bewegingsengine zijn die loop, spring, rol en draai bewegingen vloeiend in elkaar over laat lopen.
Er zijn nog andere functies aangekondigd, zoals een moduleerbaar pantsersysteem, realistische groei van vegetatie, een groot aantal scherpe wapens, een editor voor content gemaakt door gebruikers en multiplayer.

## Gameplay
Er zijn nog weinig details beschikbaar op dit moment, maar aangenomen wordt dat Overgrowth dezelfde gameplayelementen overneemt als zijn voorganger Lugaru. Het vechtsysteem zal gebruikmaken van context gevoelige acties, counters, hoge beweegbaarheid en vertrouwen op de omgeving. Wolfires blog vermeldt ook dat er een groot aantal wapens ter beschikking gesteld zal worden.
In Lugaru betekende de contextgevoelige acties dat om een spin kick te pareren, je het been van je tegenstander vastpakt en hem daarna countert. Een andere mogelijkheid was licht op de springknop tikken om de aanval te ontwijken. Elke aanval hangt af van je snelheid en positie.
Nog een systeem dat waarschijnlijk de overgang naar Overgrowth gaat maken is het reversalsysteem. Dit betekent dat elke aanval gecounterd(door middel van een reversal) kan worden, en er zodoende geen 'ultieme aanval' is. Deze reversals kunnen op hun beurt ook nog eens gecounterd worden. Dit systeem is intuïtief in het gebruik; het is enkel nodig om de juiste knop op het juiste moment in te drukken.
In Wolfires blog is zelfs het gebruik van de omgevingen gehint. Dit zou bijvoorbeeld kunnen betekenen dat je een tak van een boom afbreekt die vervolgens te gebruiken is als wapen.